# Dactylopodida
Dactylopodida es un orden de protistas del grupo Amoebozoa. Son amebas aplanadas que durante la locomoción toman la forma de un triángulo irregular con la base dirigida hacia adelante y la parte anterior del hialoplasma ancha. La superficie celular presenta escamas extracelulares, pentagonales o hexagonales, o bien un complejo fibroso. Lo seudópodos carecen de núcleos axiales fibrosos. No se ha observado que formen quistes. Las células de los géneros Paramoeba y Neoparamoeba presentan un parasoma, una estructura similar en tamaño al núcleo celular, que también contiene ADN y cuyo nombre significa cuerpo secundario.